# Ларрі Флінт
Ларрі Клекстон Флінт молодший (англ. Larry Claxton Flynt Jr., 1 листопада 1942, Лейквіль, округ Меґоффін, штат Кентукі — 10 лютого 2021, Голлівуд-Гіллз, Лос-Анджелес, Каліфорнія) — американський видавець та президент фірми «Larry Flynt Publications» (LFP), засновник найуспішнішого порнографічного журналу «Hustler».

## Біографія
Народився в окрузі Меґоффін, штат Кентукі. У 1958 році, у віці 15 років, пішов в армію. В 1964 році відкрив стрип-клуб в Дейтоні, штат Огайо, і до 1970 року був власником ще восьми клубів у Колумбії, Толідо, Акроні та Клівленді.
У липні 1974 року Флінт опублікував перший номер журналу «Hustler», що було розвитком поштової розсилки Hustler, яку він використовував як дешеву рекламу для розвитку свого бізнесу. Журнал стартував не надто впевнено, але згодом досягнув тиражу 3 мільйони екземплярів. Це відбулося задовго до того, як Флінт був втягнений у різноманітні юридичні баталії, що розгорнулися між прихильниками заборони порно та захисниками свободи слова в США. Достатньо згадати справу Міллера проти Каліфорнії 1973 г. по пункту про непристойність у Першій поправці.
У 1975 році журнал Флінта оприлюднив світлину оголеної Жаклін Кеннеді: папараці проник до обійстя вдови президента США під виглядом садівника і сфотографував жінку, коли та засмагала. Після цього наклади «Hustler» суттєво зросли.
Відтоді популярність журналу часто підживлювалася скандальними матеріалами вже на обкладинці — фотографіями та колажами, серед яких: розп'яття з великоднім кроликом, жінкою в басейні, яка п'є зі струменя «сечі» скульптури хлопчика, дівчина із лобковим волоссям, що стирчить із трусів у кольорах національного прапора, зображення-«розтин» вагітної жінки тощо.
У 1976 році Флінт заснував приватну компанію «Larry Flynt Publications» (LFP).
У 1978 році Ларрі став жертвою пострілу Дж. Франкліна (відомого вбивці-расиста), з того часу змушений пересуватися в інвалідному кріслі
.
У 1988 році Флінт і його адвокат Алан Айзекман виграють у Верховному Суді США історичну справу Журнал «Хастлер» проти Джеррі Фолвелла. В цьому процесі судова система виступила на захист Флінта, постановивши, що Джеррі Фолвелл не може обмежувати свободу слова Ларрі Флінта в рамках першої поправки до Конституції США.
В 1996 р. вийшов біографічний фільм «Народ проти Ларрі Флінта». В тому ж році Флінт публікує автобіографію «An Unseemly Man: My Life as a Pornographer, Pundit, and Social Outcast» (ISBN 978-0-7871-1178-6).
У 2001 році статок Ларрі Флінта оцінювався в 400 мільйонів доларів.
Ларрі Флінт був одружений 5 разів; найдовше (з 1976 по 1987 рік) зі своєю 4-ю дружиною, Алтією, котра вмерла від СНІДу. Батько 5-х дітей.
Тоня Флінт-Вега, дочка Ларрі Флінта, стверджує, що її батько знущався над нею психологічно та фізично, поки вона росла (сексуальне насильство), і погрожував її життю, якщо вона напише про свій досвід. «Я не вірю, що він заслуговує на поважне місце в історії», — написала Тоня. У книзі 1998 року «Hustled: My Journey from Fear to Faith» Тоня пише про те, як її батько показував їй зображення з Hustler і почав торкатися її, змусив її зняти купальний костюм, показав свою ерекцію і намагався проникнути в неї. Вона пише: «Біль був сильним. Я знаю, що мені було боляче".